# Michaël Abiteboul
Michaël Abiteboul – francuski aktor filmowy i telewizyjny.

## Filmografia

### Filmy
- 2000: Mordercze panny (Murderous Maids) jako Etienne
- 2001: Betty Fisher i inne historie (Betty Fisher et autres histoires) jako Milo
- 2001: Wyznania w kąpieli (Confessions dans un bain) jako Mathieu
- 2002: Ani za, ani przeciw (Ni pour, ni contre (bien au contraire)) jako Bernard - Le King
- 2003: Czas wilka (Time of the Wolf) jako uzbrojony mężczyzna
- 2003: Terytorium Indii (En territoire indien) jako Jean-Denis
- 2004: Purpurowe rzeki II: Aniołowie apokalipsy (Crimson Rivers 2: Angels of the Apocalypse) jako policjant #1
- 2004: Równoleżnik (Les Parallèles) jako Maurice
- 2005: Manderlay jako Thomas
- 2005: Ultranova
- 2005: Za ile mnie pokochasz? (How Much Do You Love Me?) jako kolega François
- 2006: Fragmenty Antonina (Les Fragments d'Antonin) jako Masson
- 2007: Klucz (La Clef) jako Thierry
- 2008: Proste serce (A Simple Heart/Un Coeur simple) jako Fabu
- 2008: Szachrajstwo (Passe-passe) jako Rudy
- 2009: Ojciec moich dzieci (Father of My Children/Le Père de mes enfants) jako bankier
- 2010: Belle Epine (Belle Épine) jako Gérard
- 2022: Bez wytchnienia (Sans répit) jako porucznik Marc Andrade

### Filmy TV
- 2006: Gaspard bandyta (Gaspard le bandit) jako Claude Portanier
- 2008: Nicolas le Floch jako Charles Henri Sanson
- 2010: Azad jako Bencé

### Seriale TV
- 2005: Czas zabójcy (Le Temps meurtrier) jako Marc Surgère
- 2006: Turbulencja (Turbulences) jako Clovis Flabert